# DNS (음악 그룹)
DNS는 Digital Masta와 실력이 결성한 듀오이다. 2002년 Future Flow를 통해서 데뷔하였으나 그다지 성공적이지 못하였고, Future Flow의 와해와 함께 해체하였다. DNS란 이름은 둘의 이름의 첫 알파벳과 and를 따서 만든 것이다.

## 역사
Digital Masta는 1집을 조PD의 프로듀싱과 피쳐링으로 작업한 것을 계기로 Stardom의 멤버가 되었다. 한편, Jah-U와 함께 팀을 이뤄 활동하고 있던 Carsen은 역시 조PD에게 픽업되면서 이름을 실력으로 바꾸고 Future Flow의 멤버가 되었다. 둘은 처음부터 팀은 아니었으나, 2002 대한민국 앨범에서 "쿵짝"이라는 곡으로 함께 콜라보를 한 것을 시작으로, 그 해 6월 DNS란 이름의 팀으로 데뷔하였다. Digital Masta 1집과 달리 조PD의 참여가 얼마 없었던 이 앨범은, 해피투게더 시즌 1에 고정 게스트로 출연했던 실력의 인지도와 매니아들 사이에서의 Digital Masta의 인기로 어느 정도 기대를 모았으나, 방송 쪽에서는 그다지 성공적이지 못하였다. 이는 Digital Masta가 조PD에게 자신을 충분히 홍보시키지 않는다는 불만과 조PD가 Digital Masta에게 열심히 하지 않는다는 비난을 야기, 결국 둘의 사이가 벌어져 Digital Masta는 Future Flow를 탈퇴하면서 DNS는 해체되게 되었다. 이 사건은 곧 Future Flow의 와해로 이어졌다.
대표곡: 이번달에

## 디스코그래피
- 2002년 6월 28일 Take Two

## 근황
- Digital Masta는 현재 YG 엔터테인먼트의 Masta Wu와 함께 YMGA라는 팀을 결성하여 2008년 10월 데뷔하였다.
- 실력은 이후 솔로 앨범을 준비한다는 소문과 함께 LowDown과 하하의 앨범에 참여하는 등 간간히 모습을 드러냈으나, 2008 대한민국 앨범 참여 이후로는 아무런 공식 활동도 없었다. 2012년 엠넷 《쇼미더머니》에 출연하여 힙합 팬들을 놀라게 하였다.